# وانغ مين (سياسي)
وانغ مين (بالصينية: 王敏) هو سياسي صيني، ولد في 1 نوفمبر 1956 في الصين. حزبياً، نشط في الحزب الشيوعي الصيني.